# Йохан Лудвиг II фон Зулц
Йохан Лудвиг II фон Зулц (на немски: Johann Ludwig II zu Sulz; * 23 октомври 1626, Тинген; † 21 август 1687, Йещетен) е граф на Зулц на Некар, управляващ ландграф в Клетгау (1648 – 1687) и дворцов съдия в Ротвайл (1649 – 1687).

## Биография
Той е син на граф Карл Лудвиг Ернст фон Зулц (1595 – 1648) и втората му съпруга графиня Мария Елизабет фон Хоенцолерн-Зигмаринген (1592 – 1659), вдовица на граф Йохан Христоф фон Хоенцолерн-Хайгерлох (1586 – 1620), дъщеря на граф Карл II фон Хоенцолерн-Зигмаринген (1547 – 1606) и втората му съпруга Елизабет от Паландт-Кулемборг (1567 – 1620).
Йохан Лудвиг II фон Зулц построява отново разрушения през 1642 г. дворец Тинген и затова повечето време живее в дворец Йещетен, където и умира. Сърцето му е погребано в бившия Капуцински манастир във Валдсхут.
С Йохан Лудвиг родът на „графовете на Зулц“ умира по мъжка линия.

## Фамилия
Първи брак: на 2 юли 1652 г. във Вайнгартен с Мария Елизабет фон Кьонигсег-Аулендорф (* 17 януари 1636, Инсбрук; † 22 декември 1658, Тинген), дъщеря на Йохан Георг фон Кьонигсег-Аулендорф (1604/1598 – 1666) и графиня Елеонора фон Хоенемс (1612 – 1675). Те имат две дъщери:
- Мария Анна фон Зулц-Клетгау (* 24 октомври 1653, Тинген; † 18 юли 1698, Виена), омъжена на 22 май 1674 г. за княз Фердинанд Вилхелм Евсебий фон Шварценберг (1652 – 1703)[4]
- Мария Анна Клаудия фон Зулц-Клетгау (* 1658; †19 май 1681), омъжена за граф Йохан Йозеф фон Кюенбург фрайхер цу Кюенег (1652 – 1726 в Залцбург).

Втори брак: през 1660 г. с Евгения Мария Франциска фон Мандершайд-Кайл (* 9 май 1632; † 31 декември 1690), дъщеря на граф Филип Дитрих фон Мандершайд-Бланкенхайм-Кайл (1596 – 1653) и Елизабет Амалия Льовенхаупт, графиня фон Фалкенщайн и Мандершайд (1607 – 1647). Те имат шест деца:
- Францискус Лудовикус (1602 – 1662)
- Елеонора Фелицита (1664 – пр.1667)
- Маурициус Антониус Йозефус (1666 – пр. 1671)
- Францискус Маурициус Йозефус Рудолфус (1667 – 1671?)
- Каролус Лудовикус Антониус (1670 – пр. 1671)
- Мария Терезия Фелицитас фон Зулц (* 1671; † 26 март 1743), омъжена на 5 юни 1690 г. за княз Фробен Фердинанд фон Фюрстенберг (1664 – 1741)